# Papa-moscas-azulado
O papa-moscas-azulado (Fraseria caerulescens) é uma espécie de ave da família Muscicapidae. Encontrado em grande parte da África Subsaariana, exceto nas áreas mais secas da África do Sul, Botsuana e Namíbia, habita florestas secas subtropicais ou tropicais, florestas úmidas subtropicais ou tropicais e savanas. Sua classificação genérica é controversa, com diferentes autoridades colocando-o nos gêneros Muscicapa [en], Fraseria ou outros. Predominantemente cinza, o papa-moscas-azulado possui partes inferiores cinza-claras ou brancas e não apresenta dimorfismo sexual.
A espécie tem um bico pequeno, fino e pontiagudo, adaptado para consumir insetos. Sua dieta é majoritariamente insetívora, mas também inclui frutas e pequenos lagartos. Muito ativos, os papa-moscas-azulados forrageiam sozinhos, em grupos ou em bandos mistos. Atuam nos níveis superiores do dossel florestal, capturando presas em voo ou em folhagens, cascas e folhas. Reproduzem-se em pares solitários, mantendo territórios de 1 a 4 hectares e criando os filhotes sem ajuda. A espécie utiliza uma variedade de vocalizações, com pouca variação geográfica nos chamados.

## Taxonomia e sistemática
O papa-moscas-azulado foi originalmente descrito como Butalis caerulescens pelo ornitólogo alemão Gustav Hartlaub em 1865, com base em espécimes da África do Sul. O nome do gênero, Fraseria, homenageia o zoólogo inglês Louis Fraser. O nome específico da espécie refere-se à sua cor, significando azul-escuro em latim. O nome em inglês, ashy flycatcher,  é o nome comum oficial designado pela International Ornithologists' Union (IOU). Outros nomes comuns em inglês incluem ashy alseonax, blue-grey flycatcher, blue-grey alseonax, little blue flycatcher e white-eyed flycatcher.
Por muito tempo, o papa-moscas-azulado foi colocado no gênero Muscicapa [en], mas um estudo de 2016 sobre sequências de DNA de papa-moscas do gênero Muscicapa, conduzido por Gary Voelker e colegas, revelou que o gênero era parafilético. O mesmo estudo indicou que o papa-moscas-azulado é provavelmente irmão do papa-moscas-de-tessmann, sendo ambos mais próximos do papa-moscas-oliváceo [en]. Desde 2022, a classificação genérica do papa-moscas-azulado permanece em disputa. A IOU e o The Clements Checklist of Birds of the World o classificam em Fraseria, junto com o papa-moscas-de-tessmann, enquanto a IUCN mantém sua classificação em Muscicapa. Os autores do estudo de 2016 sugeriram classificar essas duas espécies em Cichlomyia ou Butalis, dependendo de qual gênero tem prioridade. Um estudo filogenética molecular mais recente, publicado em 2023, apoia a classificação da espécie em Fraseria.

### Subespécies
São reconhecidas seis subespécies:
- F. c. caerulescens (Hartlaub, 1865): A subespécie nominada, encontrada em Moçambique, África do Sul e Essuatíni.[7]
- F. c. brevicauda (Ogilvie-Grant, 1907): Ocorre do norte do Benim e sul da Nigéria ao Sudão do Sul, oeste do Quênia, sul da República Democrática do Congo (RDC) e noroeste de Angola. É geralmente mais escura que a nominada, com partes superiores cinza-ardósia e partes inferiores cinza.[7]
- F. c. nigrorum (Collin & Hartert, 1927): Encontrada da Guiné ao Togo. É ligeiramente mais clara que brevicauda, com partes superiores cinza-rato e partes inferiores mais uniformemente cinza.[7]
- F. c. cinereola (Hartlaub & Finsch, 1870): Ocorre na Somália, Quênia e Tanzânia. Tem aparência intermediária entre brevicauda e impavida.[7]
- F. c. vulturna (Clancey [en], 1957): Encontrada de Malawi e Moçambique ao norte da África do Sul e Essuatíni. É mais clara que a nominada, com garganta e ventre brancos mais puros.[7]
- F. c. impavida (Clancey, 1957): Ocorre de Angola ao leste da República Democrática do Congo (RDC), Tanzânia e Moçambique, e ao sul até Namíbia, Botsuana e Zimbábue. É ainda mais clara que vulturna, com partes superiores mais acinzentadas e menos azuis e partes inferiores mais uniformemente brancas.[7]

## Descrição

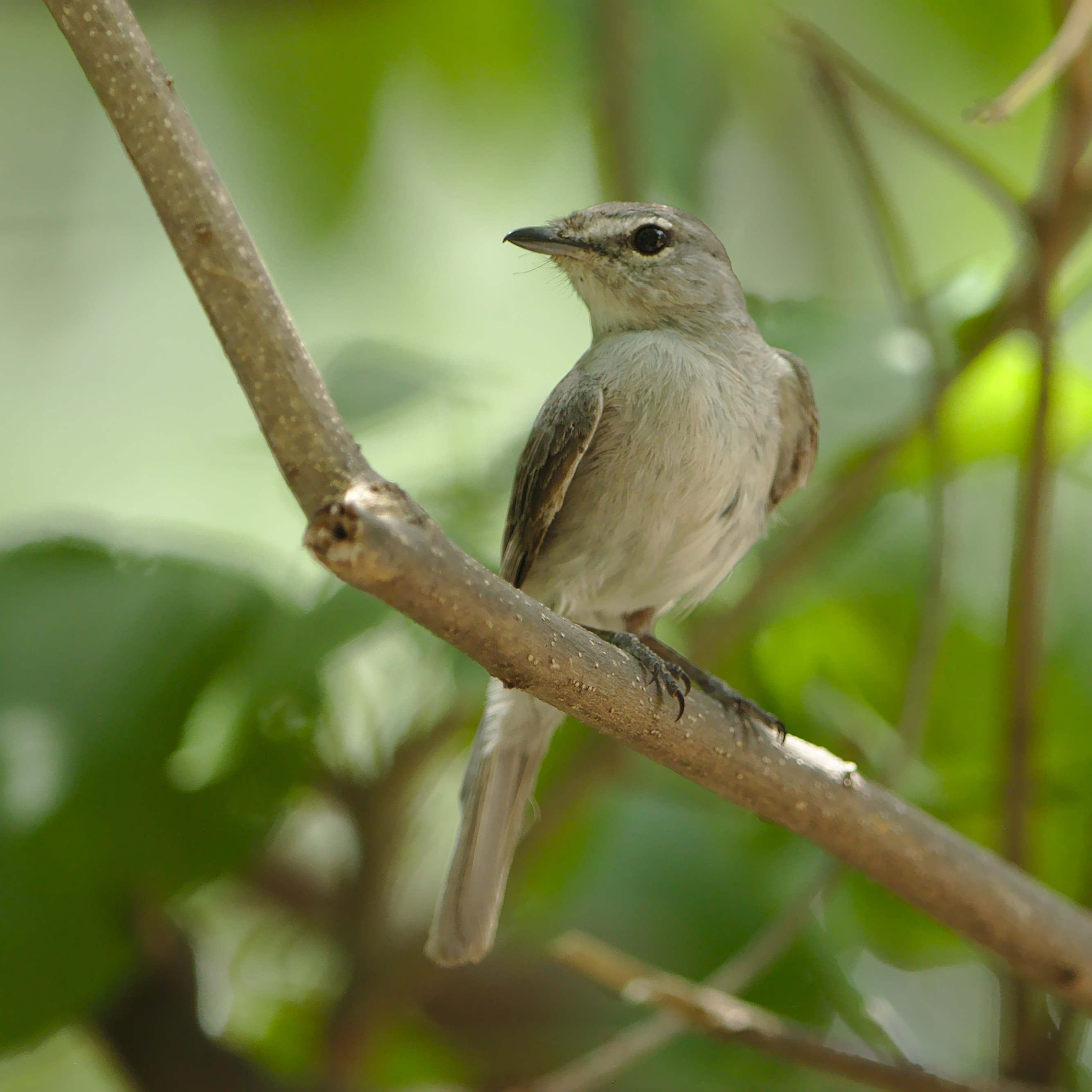
Papa-moscas-azulado na África do Sul.

O papa-moscas-azulado mede de 13 a 15 cm de comprimento. Adultos da subespécie nominada têm píleos e partes superiores cinza-azuladas, queixos e gargantas cinza-claros, peitos e flancos cinza-pálidos, ventres e coberturas de cauda inferiores brancos, e coxas cinza. Apresentam loros pretos com listras brancas acima, além de anéis oculares claros e bem definidos. As penas de voo e a cauda são marrom-escuras, e as coberturas de asa superiores são marrom-escuras com bordas cinza. As axilas e coberturas de asa inferiores são brancas. O bico é geralmente preto, com a base da metade inferior cinza-rosada. A íris é marrom-escura, e as pernas são cinza-escuras ou pretas. Ambos os sexos são semelhantes. Os filhotes são acastanhados, com marcas fulvas nas partes superiores, pontas fulvas nas coberturas de asa superiores e partes inferiores manchadas. Os imaturos são mais semelhantes aos adultos, mas têm pontas fulvas nas penas das asas.
A espécie pode ser confundida com outros papa-moscas que compartilham sua distribuição. O papa-moscas-de-leque pode ser distinguido por sua cauda escura com bordas brancas e comportamento de forrageamento; o papa-moscas-de-leque coleta insetos das folhas, enquanto o papa-moscas-azulado utiliza um método mais ativo de sair em voo para capturar insetos. O papa-moscas-sombrio [en] pode ser identificado por sua cabeça maior, formato mais arredondado e, segundo alguns observadores, aparência "mais fofa".
Na porção centro-leste de sua distribuição, o papa-moscas-azulado pode ser confundido com o papa-moscas-de-olho-branco [en]; este último é geralmente maior, com cauda mais longa e bico de cor diferente, azul na base e preto na ponta. O papa-moscas-de-olho-branco também tem um anel ocular branco mais proeminente, embora sua extensão varie entre indivíduos e não seja sempre diagnóstica. Muscicapa comitata, que coexiste com o papa-moscas-azulado, é geralmente mais escuro, com peito especialmente escuro, sem anel ocular e com uma linha branca mais espessa acima dos olhos.

### Vocalizações
Embora seja uma espécie amplamente distribuída, o papa-moscas-azulado apresenta pouca variação em suas vocalizações. Possui um repertório variado de tipos de chamados e diversas chamadas. O canto ao amanhecer consiste em 5 a 7 notas que geralmente começam em um tom alto, descem e depois sobem novamente. As frases repetem-se a cada 3 a 5 frases. É emitido ao amanhecer, na escuridão total, por pelo menos 30 minutos, a partir de um poleiro fixo no alto do dossel. Após o nascer do sol, as aves mudam para o canto diurno, composto por 3 a 8 notas curtas em staccato. Outros cantos incluem o canto trinado.
Os chamados do papa-moscas-azulado incluem pips e chirps curtos, um chiado agudo e outras notas. Um hiss agudo e ligeiramente descendente é usado como alarme, frequentemente emitido para alertar sobre predadores que se aproximam. Esse chamado é muito semelhante aos chamados de alarme de outras espécies de aves e é interespecífico. Um chamado de angústia, composto por uma nota aguda, estridente e zumbida, é emitido quando as aves estão em pânico ou estressadas. Os machos também estalam as asas e o bico quando observadores se aproximam de seus filhotes. Os filhotes emitem um chamado de solicitação agudo, descrito também como um "guincho curto, estridente e rascante".

## Comportamento e ecologia

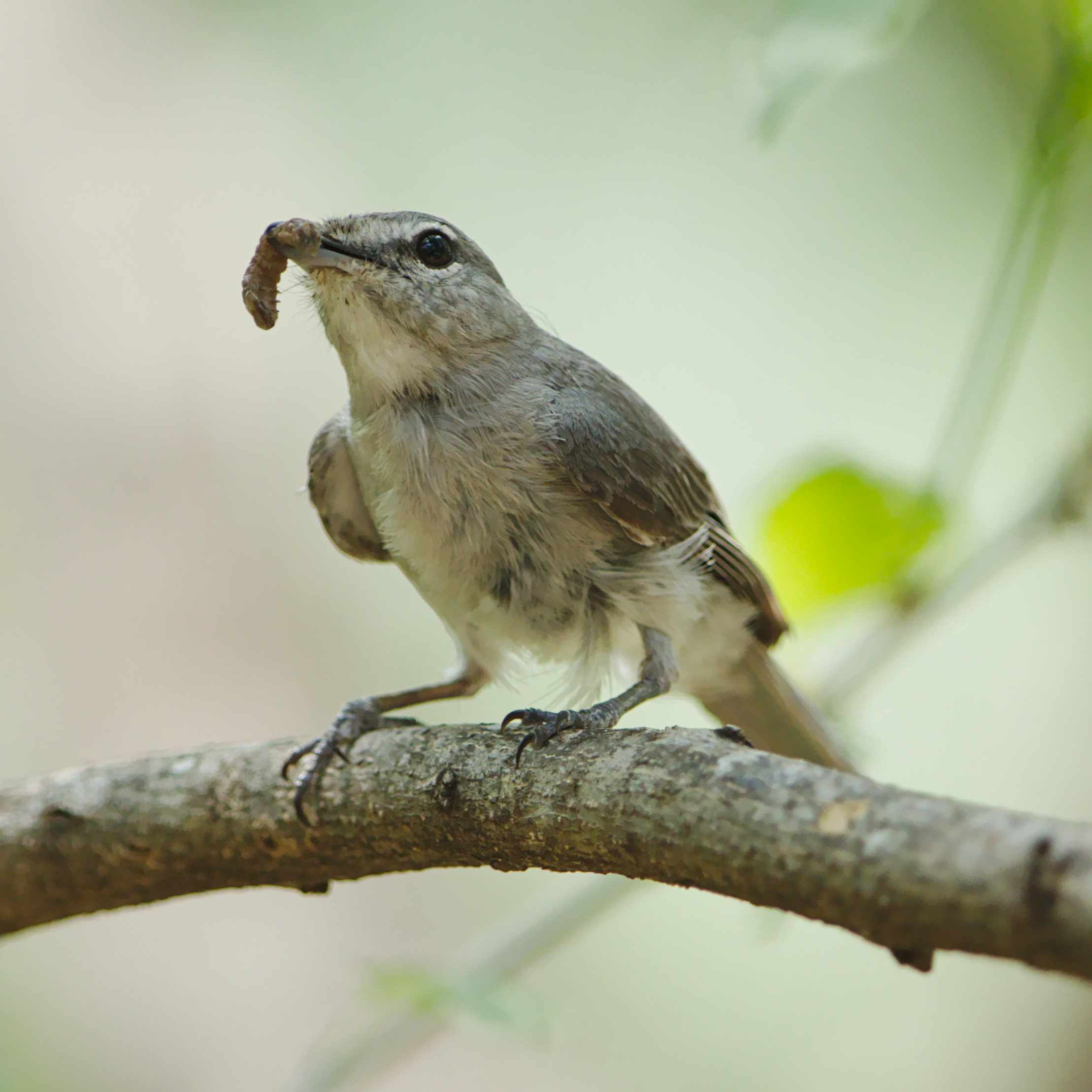
Um papa-moscas-azulado alimentando-se de uma larva no en, em Limpopo, África do Sul.

É uma ave inquieta e ativa, constantemente em movimento. Foi observada tomando banho de sol no chão.

### Dieta
O papa-moscas-azulado forrageia sozinho, em pares ou em grupos de até sete indivíduos. Também é conhecido por, ocasionalmente, se juntar a bandos mistos de forrageamento. O forrageamento é geralmente realizado nos níveis superiores da vegetação, entre as copas das árvores e o subdossel. Os papa-moscas-azulados normalmente ficam erguidos em poleiros expostos. A comida é capturada por meio de voos circulares curtos para pegar insetos voadores ou pairando para capturar presas na folhagem. Também coleta insetos de folhagens e cascas.
Sua dieta consiste principalmente de insetos, como besouros, moscas, gafanhotos, mariposas e borboletas adultas e larvas, formigas e cupins. As presas geralmente têm de 5 a 35 mm de tamanho, com a maioria variando entre 15 e 20 mm. Também foram observados consumindo pequenas frutas e bagas, e, raramente, lagartixas de até 5 cm de comprimento.

### Reprodução
O papa-moscas-azulado reproduz-se principalmente de setembro a janeiro, com o período de reprodução variando em sua distribuição; também foi observado reproduzindo-se de fevereiro a junho na República Democrática do Congo (RDC), e em fevereiro, maio, junho e agosto no leste da África. Os pares são monogâmicos, solitários e territoriais, mantendo áreas de até 20 hectares fora da estação de reprodução e territórios de 1 a 4 hectares durante a estação de reprodução. Os ninhos são geralmente construídos a alturas de 2 a 15 m em fendas, cavidades ou bifurcações de árvores, ou, às vezes, em buracos ou saliências em paredes. São construídos por ambos os sexos e consistem em uma "xícara" robusta feita de musgo, gramíneas, cascas rasgadas, fibras e teias de aranha. Os ninhos têm um diâmetro externo de 11 a 18 cm, um diâmetro interno de 45 a 50 mm e uma profundidade de 25 a 28 mm. Foram registrados construindo sobre ninhos antigos e habitando ninhos antigos de tecelão. Os ovos têm 19 x 14,5 mm de tamanho, aparência branca brilhante com manchas amareladas ou avermelhadas, são depositados em ninhadas de 2 a 3 e levam 14 dias para incubar. Após a eclosão, os filhotes são alimentados por ambos os pais.

## Distribuição e habitat

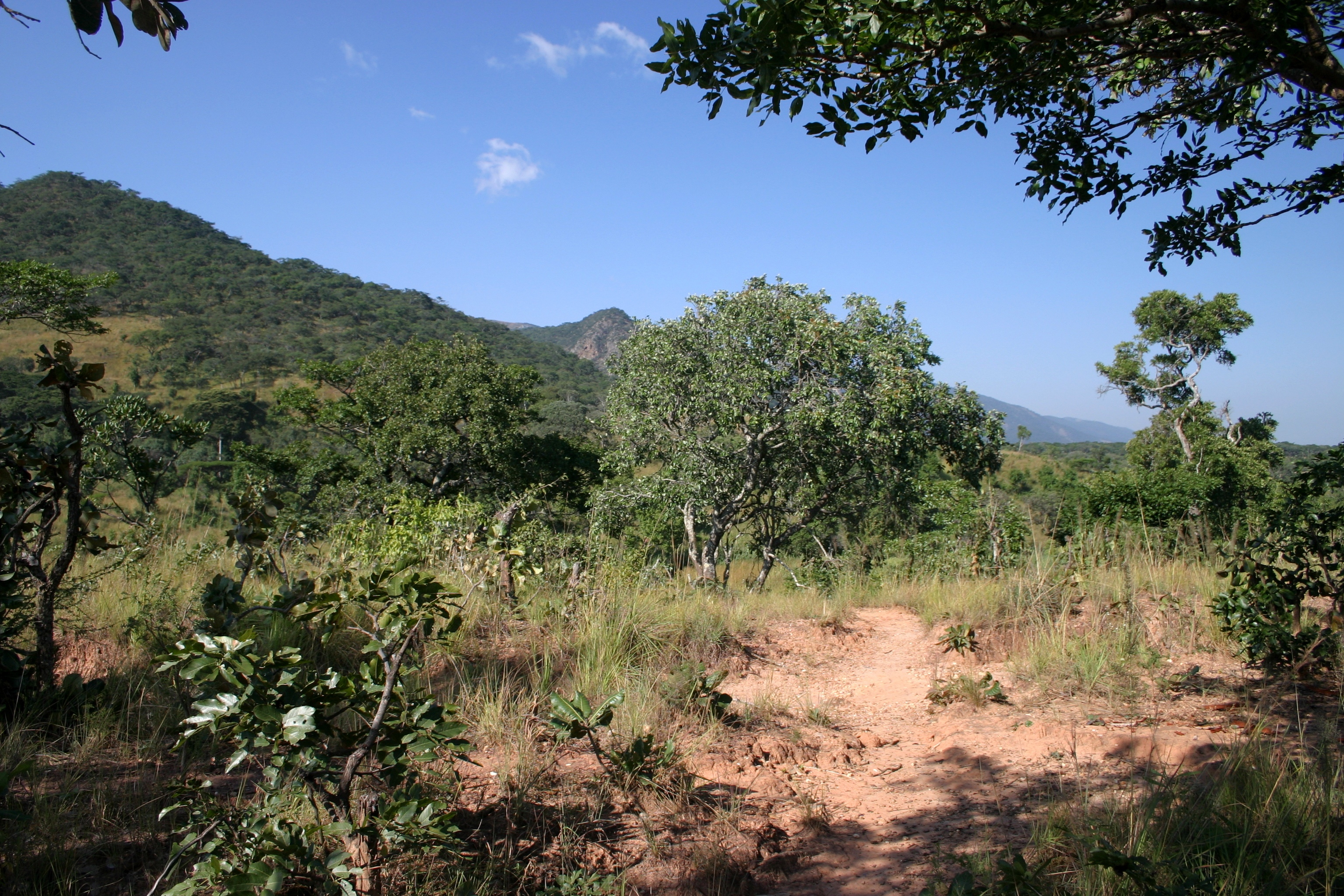
Floresta de miombo no Maláui; papa-moscas-azulados são conhecidos por habitar miombo, assim como outros tipos de florestas.

O papa-moscas-azulado é encontrado na maior parte da África Subsaariana, do sul dos Camarões ao leste, através de Uganda até o sul do Quênia e Somália, e ao sul até Angola, norte da Namíbia e Botsuana, e leste da África do Sul. Está ausente das regiões áridas da Namíbia, Botsuana e África do Sul, mas é encontrado de forma irregular na África Ocidental, em Serra Leoa, sudeste da Guiné, Libéria, Costa do Marfim, sul de Gana, sudoeste do Togo, extremo sul do Benim, Burkina Faso e sul da Nigéria. É principalmente residente, mas exibe migração limitada nas porções sul de sua distribuição. Na África do Sul, foi observado realizando migração altitudinal na Grande Escarpa da África Austral e em Cuazulo-Natal. Também é considerado um migrante não reprodutivo em Moçambique e nos Montes Libombos.
A espécie habita uma variedade de florestas e bosques. Ocorre perto das bordas de florestas e entra em florestas apenas se foram desmatadas ou abertas por estradas. Também é conhecida por habitar florestas de galeria e de crescimento secundário, faixas ribeirinhas e algumas áreas de plantation. Ocorre em campos de amendoim e mandioca com árvores altas esparsas e bordas de arbustos, além de florestas de miombo, matas densas, florestas de vegetação ripária e matagais espinhosos. Habita principalmente altitudes de até 1.500 m, embora seja conhecido por ocorrer em altitudes de até 1.800 m no leste da África.

## Estado de conservação
O papa-moscas-azulado foi listado como espécie pouco preocupante pela União Internacional para a Conservação da Natureza (IUCN) na Lista Vermelha da IUCN devido à sua ampla distribuição, população estável e ocorrência em várias áreas protegidas. A população em Moçambique é estimada em mais de 5.000 indivíduos.